# Szczepan Wesoły
Szczepan Wesoły (Katowice, 16 ottobre 1926 – Roma, 28 agosto 2018) è stato un arcivescovo cattolico polacco.

## Biografia
Monsignor Szczepan Wesoły nacque a Katowice il 16 ottobre 1926.

### Formazione e ministero sacerdotale
Nel 1939 terminò le scuole medie ma lo scoppio della seconda guerra mondiale gli impedì di iniziare gli studi al ginnasio "Adama Mickiewicza" di Katowice. Insieme alla sua famiglia si trasferì a Jarosław e da lì a Sosnowiec, dove trascorse due anni studiando e lavorando come commesso. Nel 1941 tornò a Katowice e lavorò prima da Montanbetrieb e poi nel mulino Marta. Nel 1943 venne inviato a costruire bunker a Cuxhaven e all'inizio del 1944, dopo l'addestramento militare a Bielsko, venne inviato sul fronte occidentale, a Cannes in Francia. Nell'agosto dello stesso anno fuggì e si arruolò nelle milizie alleate. Venne assegnato alle unità polacche e prestò servizio come operatore radiofonico nei settori della comunicazione. Prese parte alle battaglie contro i tedeschi in Algeria e in Italia. Dopo la guerra partecipò a corsi militari ad Alessano, in Italia. In seguito lavorò nel Regno Unito, prima in una fabbrica di filati a Wakefield, poi in una fabbrica di cotone a Halifax. Dal 1950 al 1951 compì gli studi liceali nella casa dei gesuiti Campion House e poi lavorò per un breve periodo in una fabbrica di caramelle a Halifax.
Dal 1951 al 1957 compì gli studi per il sacerdozio al Pontificio collegio polacco a Roma e alla Pontificia Università Gregoriana che concluse con la laurea in teologia.
Il 28 ottobre 1956 fu ordinato presbitero per la diocesi di Katowice a Roma dal cardinale Valerio Valeri. Proseguì gli studi presso il Pontificio istituto pastorale della Pontificia Università Lateranense, all'Accademia alfonsiana e all'Università Pro Deo di Roma, l'antenata della Libera università internazionale degli studi sociali Guido Carli. Nel 1967 conseguì il dottorato in scienze teologiche presso l'Istituto di teologia pastorale della Facoltà di teologia della Pontificia Università Lateranense.
Dopo aver ricevuto l'ordinazione, su richiesta di monsignor Józef Gawlina, ordinario per i polacchi in esilio, si fermò a Roma per lavorare alle pubblicazioni relative al giubileo del millenario del battesimo della Polonia. Fu quindi cappellano della comunità polacca di Roma dal 1958 al 1962, capo della sezione slava della Segreteria di Stato della Santa Sede dal 1962 al 1965 e capo del Centro di pastorale dell'immigrazione a Roma dal 1967. Curò un bollettino informativo per i giornalisti dell'Europa centrale.

### Ministero episcopale
L'11 dicembre 1968 papa Paolo VI lo nominò vescovo ausiliare di Gniezno e titolare di Dragonara. Ricevette l'ordinazione episcopale il 7 febbraio successivo nella cappella privata dell'episcopio di Varsavia dal cardinale Stefan Wyszyński, arcivescovo metropolita di Varsavia e Gniezno, coconsacranti il vescovo di Katowice Herbert Bednorz e il vescovo ausiliare di Gniezno Władysław Rubin.
Aveva il compito di assistere monsignor Władysław Rubin, delegato del primate di Polonia per la cura pastorale degli emigrati. Rimase comunque residente a Roma. Nel 1980 divenne delegato per la pastorale degli emigrati polacchi all'estero. In questo ruolo compì centinaia di viaggi pastorali, visitando i centri cattolici polacchi in tutto il mondo. Dal 1980 al 2007 fu inoltre rettore della chiesa di Santo Stanislao dei Polacchi a Roma.
Il 7 febbraio 1994 venne elevato alla dignità arciepiscopale.
Fu anche presidente del consiglio di amministrazione della Fondazione Giovanni Paolo II e redattore del trimestrale "Duszpasterz Polski Zagranicą".
L'8 aprile 2003 papa Giovanni Paolo II accettò la sua rinuncia agli incarichi per raggiunti limiti di età. Continuò a vivere stabilmente a Roma.
In seno alla Conferenza episcopale polacca fu segretario del comitato per le migrazioni e membro del comitato mariano e di quello per le comunicazioni. Fu membro del Pontificio consiglio della pastorale per i migranti e gli itineranti
Ricevette la cittadinanza onoraria di Katowice nel 1996, un dottorato honoris causa dall'Università Cattolica di Lublino nel 1996 e un secondo dottorato honoris causa dall'Università della Slesia a Katowice.
Nel 2007 vinse il premio Lux ex Silesia e ricevette la medaglia "Fides et Ratio" dall'Associazione "Comunità Polacca".
Morì a Roma alle 18.37 del 28 agosto 2018 all'età di 91 anni. Le esequie si tennero il 10 settembre alle ore 11 nella cattedrale di Cristo Re a Katowice e furono presiedute da monsignor Wojciech Polak, primate di Polonia. Dopo la messa la salma fu sepolta nella chiesa dei santi apostoli Pietro e Paolo a Katowice.

## Genealogia episcopale
La genealogia episcopale è:
- Cardinale Scipione Rebiba
- Cardinale Giulio Antonio Santori
- Cardinale Girolamo Bernerio, O.P.
- Vescovo Claudio Rangoni
- Arcivescovo Wawrzyniec Gembicki
- Arcivescovo Jan Wężyk
- Vescovo Piotr Gembicki
- Vescovo Jan Gembicki
- Vescovo Bonawentura Madaliński
- Vescovo Jan Małachowski
- Arcivescovo Stanisław Szembek
- Vescovo Felicjan Konstanty Szaniawski
- Vescovo Andrzej Stanisław Załuski
- Arcivescovo Adam Ignacy Komorowski
- Arcivescovo Władysław Aleksander Łubieński
- Vescovo Andrzej Stanisław Młodziejowski
- Arcivescovo Kasper Kazimierz Cieciszowski
- Vescovo Franciszek Borgiasz Mackiewicz
- Vescovo Michał Piwnicki
- Arcivescovo Ignacy Ludwik Pawłowski
- Arcivescovo Kazimierz Roch Dmochowski
- Arcivescovo Wacław Żyliński
- Vescovo Aleksander Kazimierz Bereśniewicz
- Arcivescovo Szymon Marcin Kozłowski
- Vescovo Mečislovas Leonardas Paliulionis
- Arcivescovo Bolesław Hieronim Kłopotowski
- Arcivescovo Jerzy Józef Elizeusz Szembek
- Vescovo Stanisław Kazimierz Zdzitowiecki
- Cardinale Aleksander Kakowski
- Cardinale August Hlond, S.D.B.
- Cardinale Stefan Wyszyński
- Arcivescovo Szczepan Wesoły